# Gare de Südtiroler Platz-Hauptbahnhof
La gare de Südtiroler Platz-Hauptbahnhof est une gare ferroviaire souterraine, annexe de la gare centrale de Vienne dont elle comporte les quais 1 et 2. Elle est située sous la Südtiroler Platz (de), dans le IVe arrondissement de Wieden, à Vienne en Autriche.
Elle est en correspondance directe avec la station Südtiroler Platz-Hauptbahnhof de la ligne U1 du métro de Vienne et avec une station du tramway de Vienne.

## Situation ferroviaire

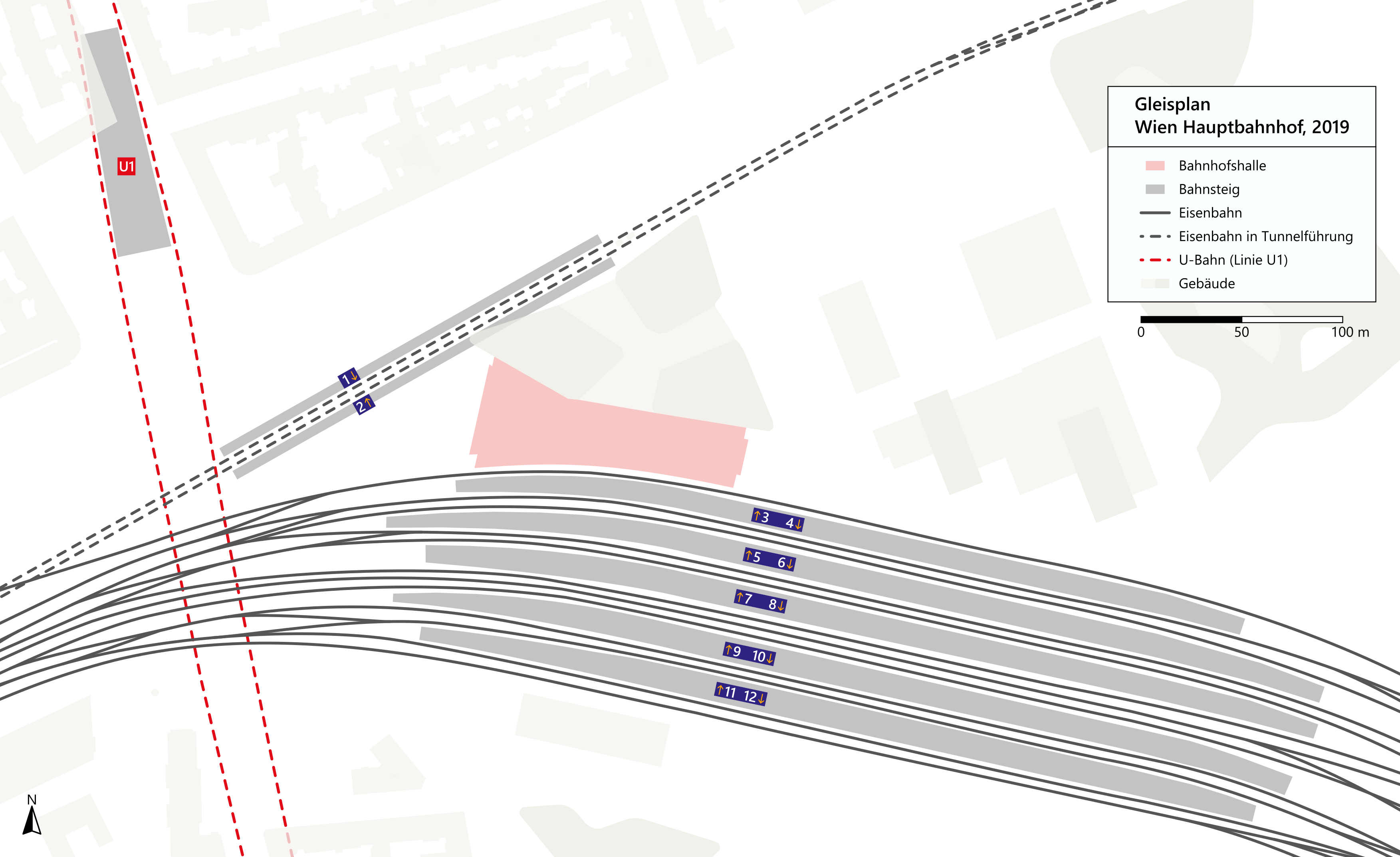
Plan de situation de la gare.

## Service des voyageurs

### Accueil

Installations
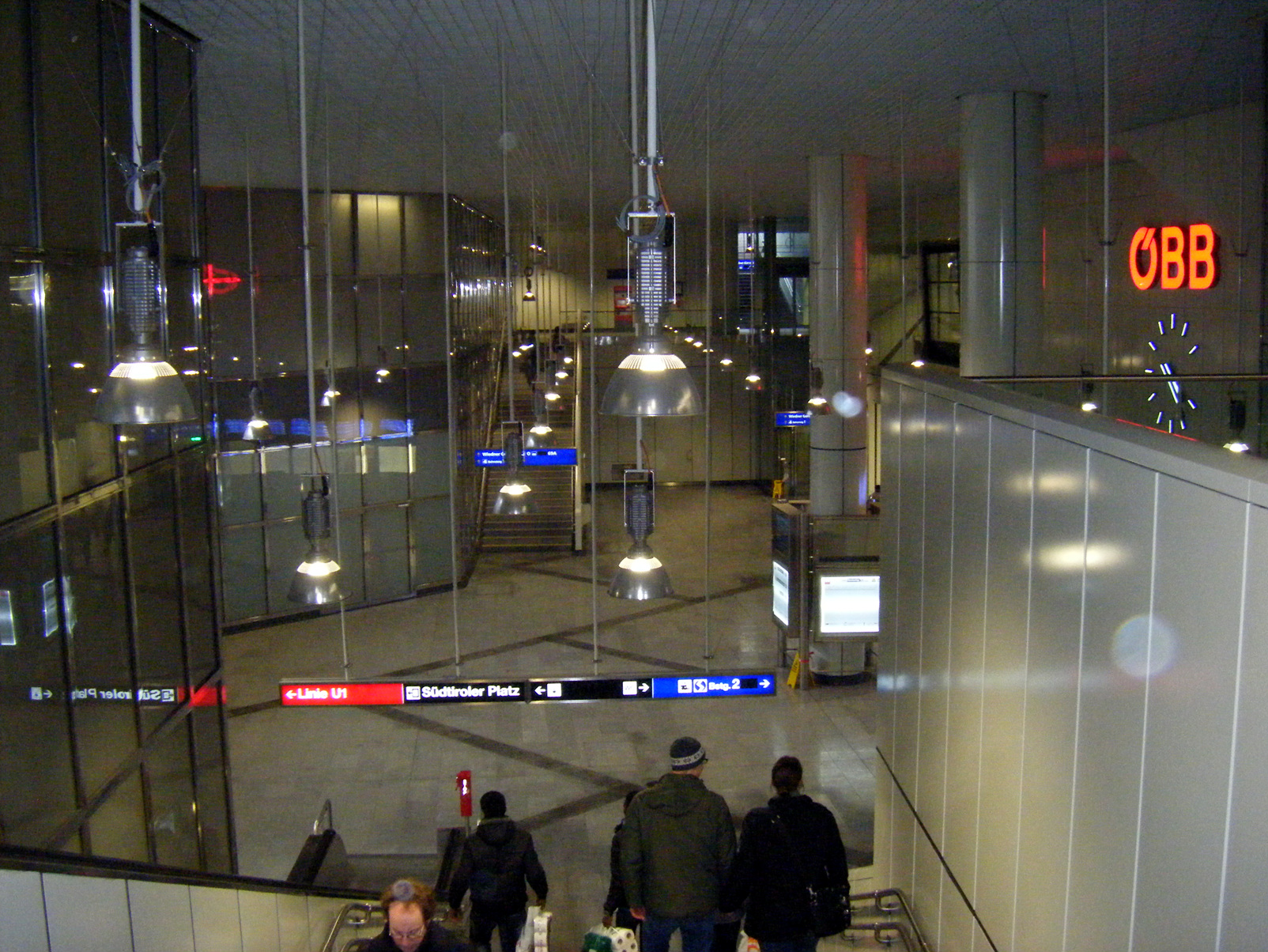
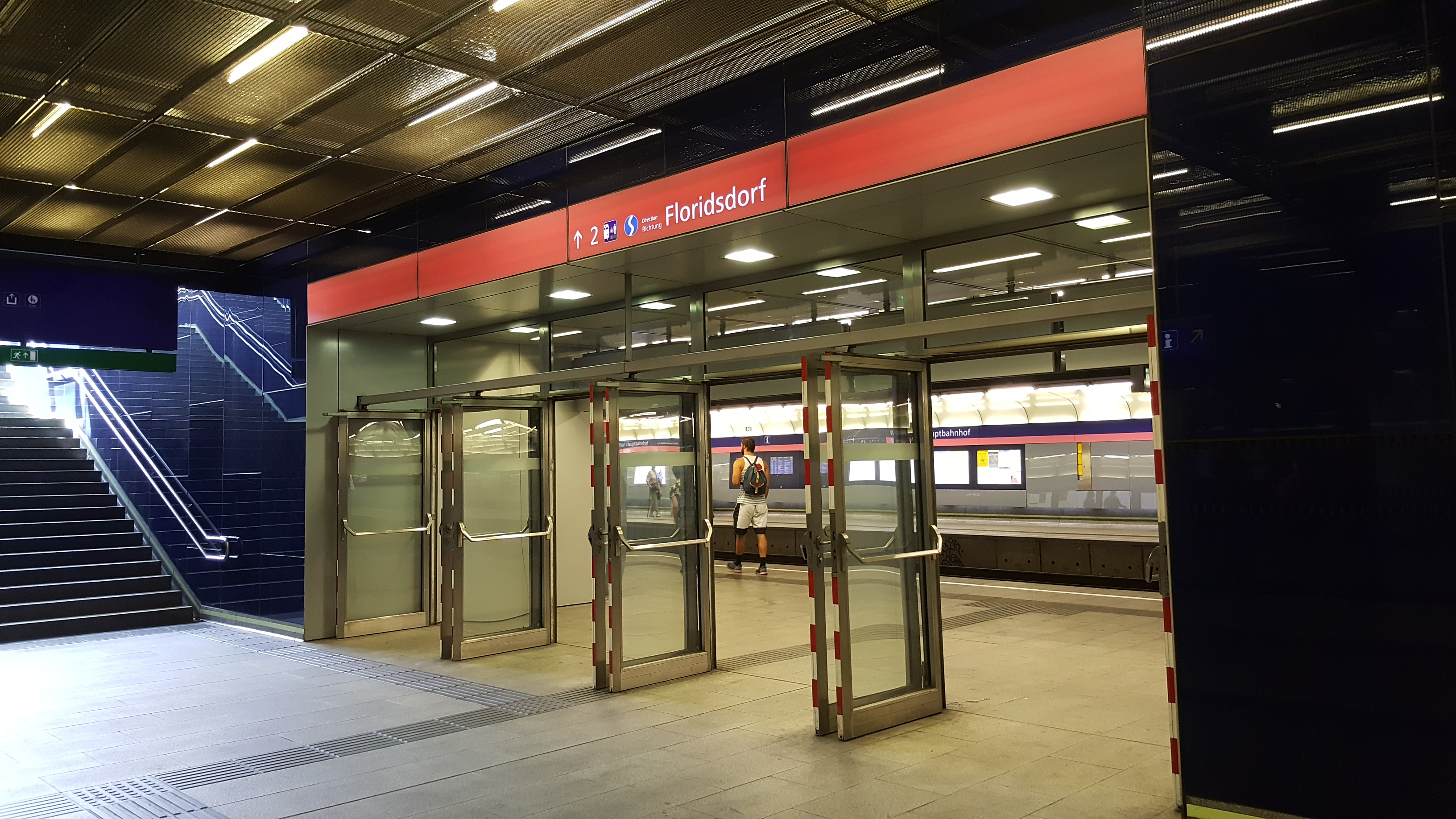
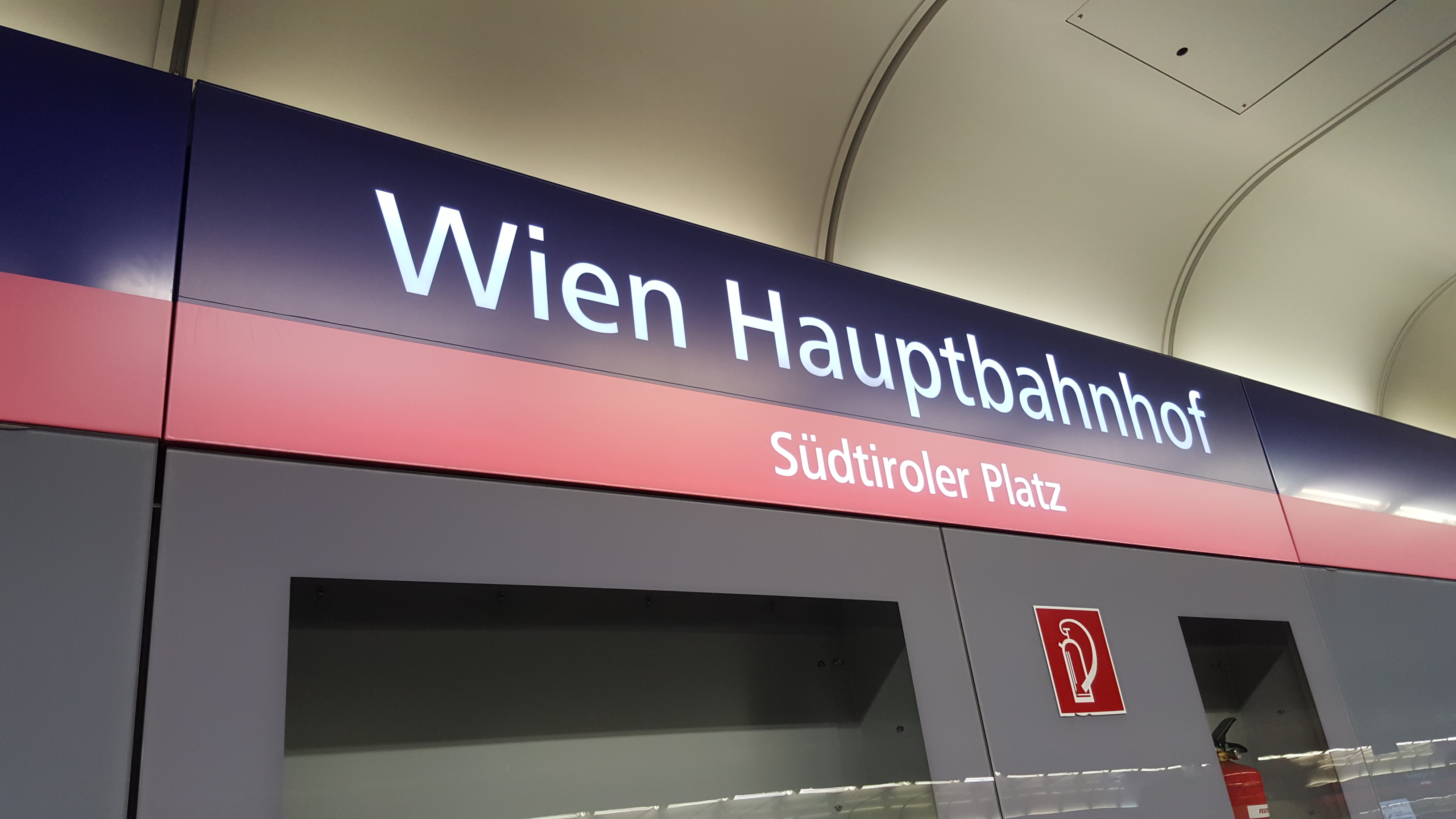

### Desserte

Installations et desserte
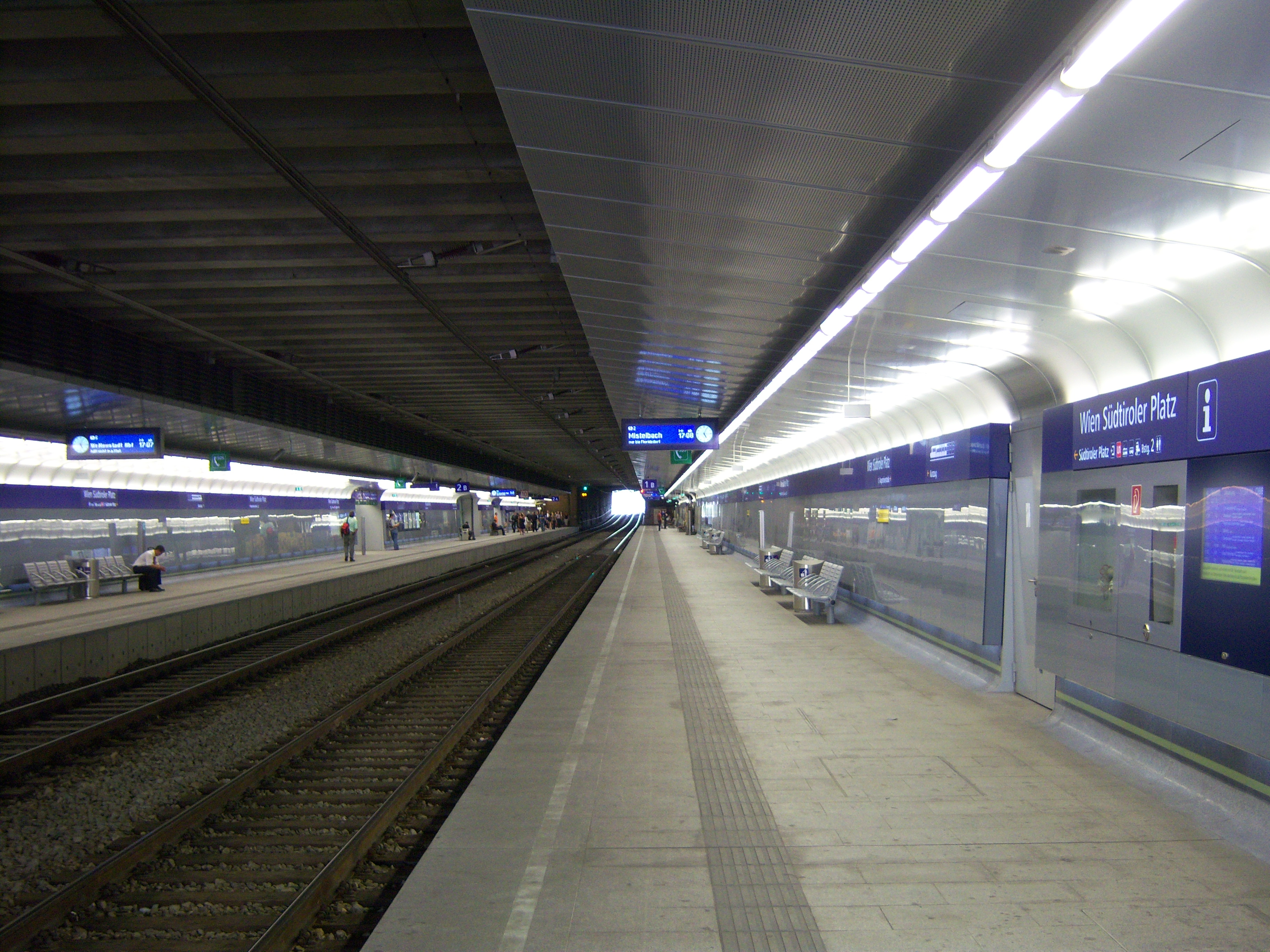
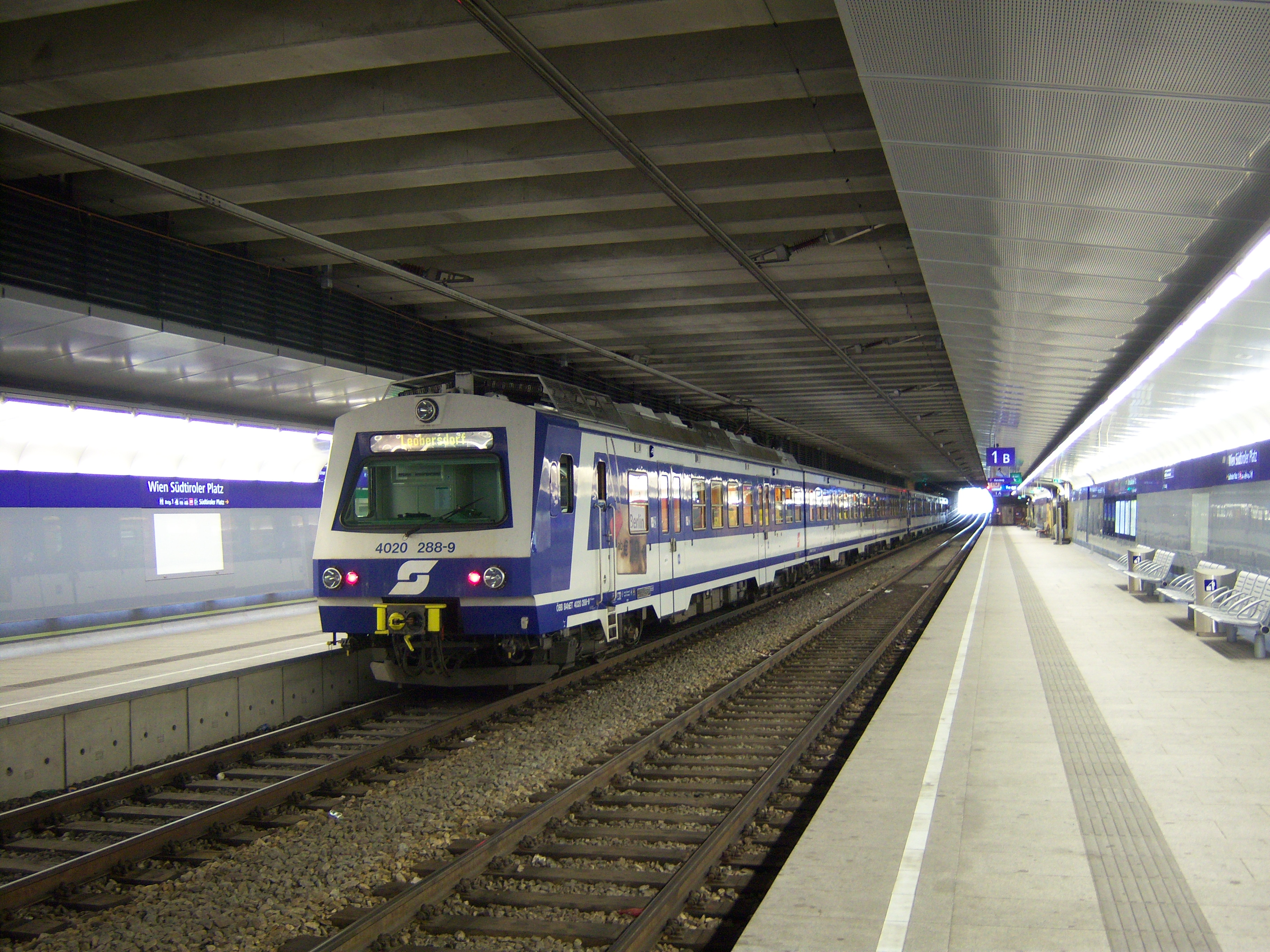
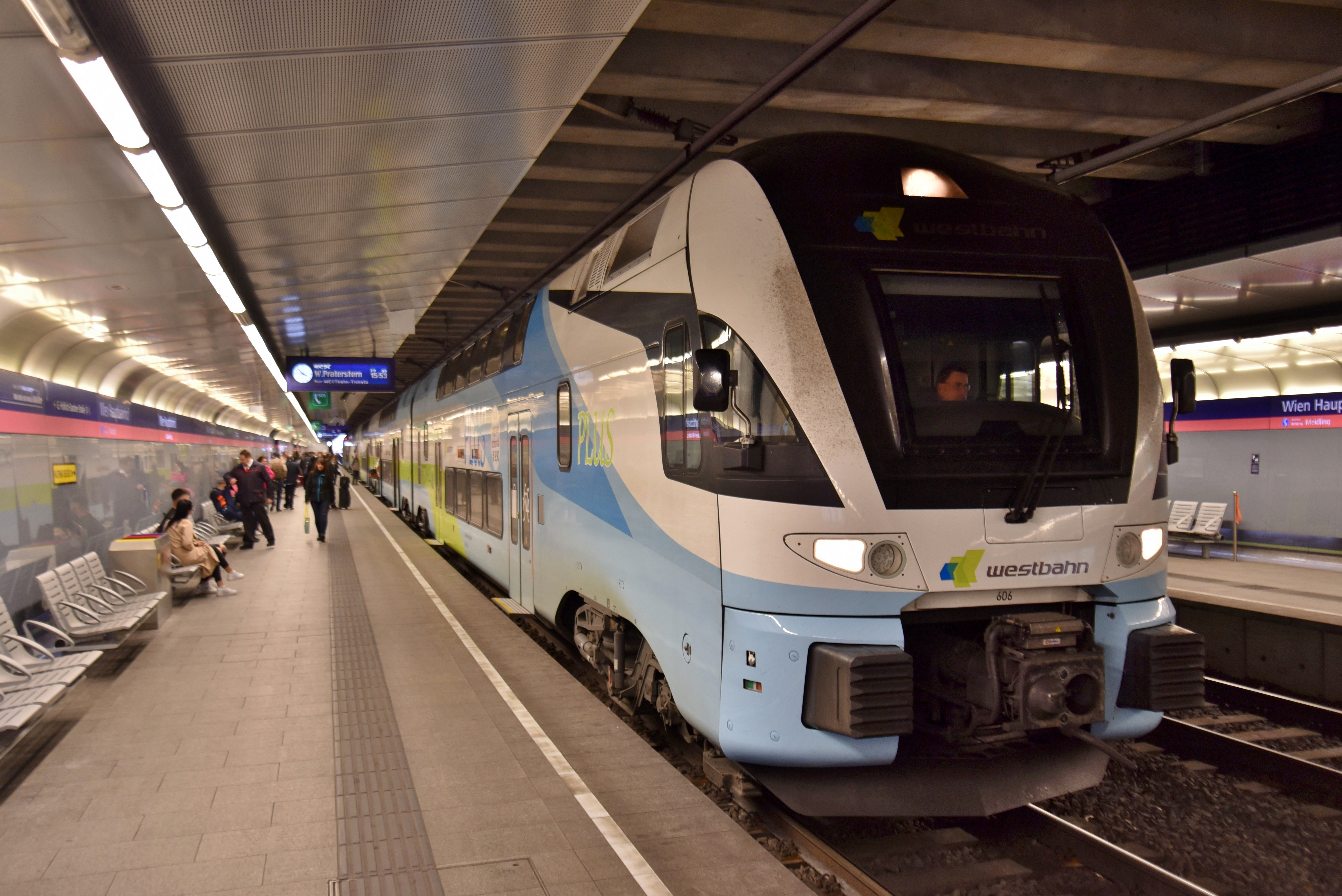